# 李偉彬
李偉彬工程師，BBS（1961年11月5日—），香港公務員和工程师，曾署理土木工程拓展署署長，官至首席政府工程師。他在取得註冊工程師資格後於1991年10月加入港英政府任職工程師。他在港珠澳大橋於2018年通車時任職路政署港珠澳大橋香港工程管理處處長，為大橋及屯門至赤鱲角連接路工程的負責首長人員。就大橋通車前東人工島防波堤飄移及沉降問題，他表示承建商須承擔改善及復修工程的開支，並確保項目符合安全、環境及規格等標準，而路政署會加強監測。及後，他在2021年10月8日因劉俊傑升任發展局常任秘書長（工務）而署任土木工程拓展署署長。他在署任期間完成將軍澳跨灣連接路的橋身連接工程。
他在2022年2月28日退休，署長一職則改由黎卓豪署任。退休後，港府在2022年向他頒授銅紫荊星章，以表揚他長達三十年的公共服務，而他則繼續留任技術科首席技術顧問。